# Boy Kills World
Pour plus de détails, voir Fiche technique et Distribution.
Boy Kills World ou Boy vs le monde au Québec est un film multinational réalisé par Moritz Mohr et sorti en 2023.
Il est présenté en avant-première au festival international du film de Toronto 2023. Il sort l'année suivante dans les salles américaines. En France, il est diffusé sur Prime Video.

## Synopsis
Le jeune Boy vit avec sa mère et sa sœur cadette Mina dans une ville dirigée par la famille Van Der Koy. Une fois par an, la cheffe de la famille, Hilda, fait rassembler 12 personnes de la ville pour participer à The Culling. Ces douze personnes sélectionnées sont ensuite tuées en direct à la télévision. Boy, Mina et leur mère font partie des gens choisis. Seul survivant, Boy est laissé pour mort. Devenu sourd et muet, il est recueilli par un chaman sans nom qui va le soigner et l'entraîner.
Des années plus tard, Boy est désormais adulte. Il continue de s'entraîner avec le chaman dans l'espoir de se venger. Il a constamment des visions de Mina. Il retourne en ville et tombe sur Glen et Gideon Van Der Koy qui rassemblent les victimes pour l'abattage de cette année. Dans sa quête de vengeance, Boy va se lier d'amitié avec un dénommé Basho.

## Fiche technique
Sauf indication contraire, les informations mentionnées dans cette section peuvent être confirmées par la base de données cinématographiques IMDb,  présente dans la section « Liens externes ».
- Titre original et français : Boy Kills World
- Titre québécois : Boy vs le monde[1]
- Réalisation : Moritz Mohr
- Scénario : Tyler Burton Smith et Arend Remmers, d'après une histoire d'Arend Remmers et Moritz Mohr
- Musique : Ludvig Forssell
- Décors : Mike Berg
- Costumes : Danielle Knox
- Photographie : Peter Matjasko
- Montage : Lucian Barnard
- Production : Zainab Azizi, Wayne Fitzjohn, Dan Kagan, Alex Lebovici, Roy Lee, Stuart Manashil, Sam Raimi et Simon Swart
- Sociétés de production : Nthibah Pictures, Vertigo Entertainment, Hammerstone Studios et Raimi Productions
- Sociétés de distribution : Lionsgate Films / Roadside Attractions (États-Unis), Prime Video (France)
- Budget : N/A
- Pays de production :  Afrique du Sud,  Allemagne,  États-Unis
- Langue originale : anglais
- Format : couleur - 2.39:1 - DCP
- Genre : comédie, action, dystopie, thriller, science-fiction post-apocalyptique, gore
- Durée : 111 minutes
- Dates de sortie[2] :
  - Canada : 9 septembre 2023 (festival de Toronto)
  - États-Unis, Canada : 26 avril 2024
  - France : 13 septembre 2024 (sur Prime Video)
- Classification[3] :
  - États-Unis : R

## Distribution
- Bill Skarsgård : Boy
- H. Jon Benjamin (VF : Éric Herson-Macarel) : la voix intérieure de Boy
- Jessica Rothe (VF : Élisabeth Ventura) : June 27
- Quinn Copeland (VF : Clara Soares) : Mina
- Michelle Dockery (VF : Ingrid Donnadieu) : Melanie Van Der Koy
- Brett Gelman (VF : Lionel Tua) : Gideon Van Der Koy
- Isaiah Mustafa (VF : Frantz Confiac) : Benny
- Andrew Koji (VF : Christophe Lemoine) : Basho
- Famke Janssen (VF : Juliette Degenne) : Hilda Van Der Koy
- Sharlto Copley (VF : Thierry Ragueneau) : Glen Van Der Koy
- Yayan Ruhian (VF : Fred Colas) : Shaman
- François Chau : Shaman (voix)
- Dorothy Ann Gould : Beatrice Van Der Koy
- Nicholas et Cameron Crovetti : Boy, jeune

## Production

### Genèse et développement
Moritz Mohr présente l'idée de Boy Kills World à Sam Raimi et Roy Lee avec une vidéo démo. Les deux producteurs sont impressionnés et décident de produire le film via leurs sociétés respectives, Raimi Productions et Vertigo Entertainment. Nthibah Pictures et Hammerstone Studios rejoignent ensuite le projet,. Orion Pictures était initialement lié au projet avant d'abandonner après la pandémie de Covid-19.
Le film est officiellement annoncé le 7 octobre 2021 avec Bill Skarsgård, Samara Weaving et Yayan Ruhian dans les rôles principaux. PDG de Nthibah Pictures, Simon Swart évoque un film avec « des thèmes du monde réel avec un look stylisé frais, cool et original, empruntant au meilleur des romans graphiques. » Fin octobre 2021, Isaiah Mustafa rejoint la distribution. En janvier 2022, Andrew Koji est également confirmé, alors que Jessica Rothe remplace Samara Weaving, prise par d'autres engagements.
En mars 2022, la distribution s'agrandit avec la confirmation de la présence de Famke Janssen, Brett Gelman, Michelle Dockery, Sharlto Copley et des jumeaux Cameron et Nicholas Crovetti,

### Tournage
Le tournage débute le 14 février 2022 au Cap en Afrique du Sud.

### Musique
En août 2023, le Suédois Ludvig Forssell est annoncé comme compositeur. Il s'agit de son premier film après de nombreux jeux vidéo.